# Marinierskazerne Savaneta

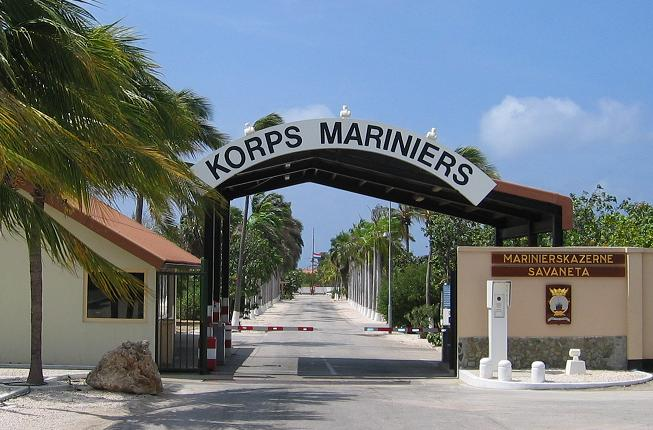
Kasernen Haupteingang

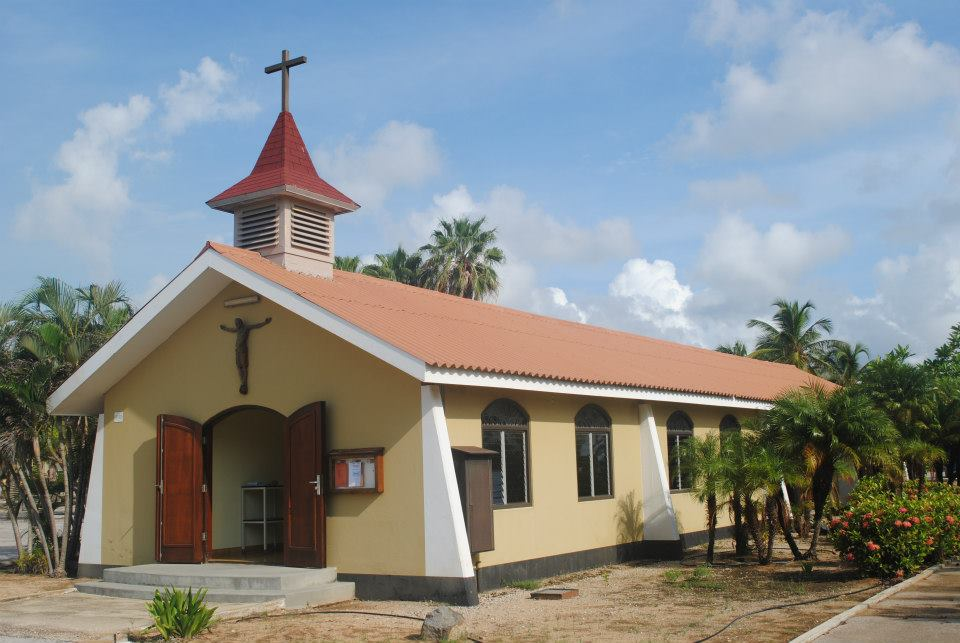
Kapelle im Kasernengelände

Die Marinierskazerne Savaneta ist eine Kaserne der königlichen niederländischen Marineinfanterie Korps Mariniers auf der Insel Aruba.

## Geschichte
Ende der 1930er Jahre wurde die Kaserne im Dorf Savaneta an der Westküste auf dem ehemaligen Gelände der Raffinerie eingerichtet. Zuvor waren die Marineinfanterie und die Koninklijke Marine an verschiedenen Orten auf Aruba untergebracht. Am 13. Januar 1951 erhielt die Kaserne ihre offizielle Bezeichnung Marinierskazerne Savaneta. Das Kasernengelände umfasst eine Fläche von rund 20 Hektar, verfügt über einen eigenen Hafen und ist auch Standort der Küstenwache. Die Kaserne ist auch Ausbildungsstätte der Arubaanse Militie (ARUMIL), deren Angehörige dort ihren Wehrdienst ableisten.
Kommandant der Kaserne ist seit August 2013 Jan ten Hove, der dieses Amt von seinem Vorgänger Edwin Hofma übernommen hat.
Jedes Jahr zum 1. Mai findet ein Tag der offenen Tür statt, an dem die Bevölkerung der Insel einen Einblick in das sonst abgesperrte und bewachte Kasernengelände nehmen kann. Die Kaserne untersteht dem niederländischen Verteidigungsministerium.